# Aotus zonalis
Панамська нічна мавпа або нічна мавпа Шокоан ( Aotus zonalis ) — вид нічних мавп, який раніше вважався підвидом сірочеревої нічної мавпи родини Aotidae. Його ареалом тропічні ліси Панами та регіону Чоко в Колумбії. Є також непідтверджені повідомлення про його присутність на Карибському узбережжі Коста-Ріки. 
Точна класифікація панамської нічної мавпи невідома. У той час як деякі автори вважають його підвидом сірочеревої нічної мавпи, A. lemurinus, інші автори слідують дослідженню Томаса Дефлера з 2001 року, який дійшов висновку, що це окремий вид, A. zonalis. 
Панамська нічна мавпа — відносно невелика, самці якої важать приблизно 890 грамів, а самиці близько  — 916 грамів. Шерсть на спині коливається від сірувато-коричневого до рудувато-коричневого. Черево жовте. Шерсть на тильній стороні долонь і ніг чорна або темно-коричнева, що є ключовою відмінною рисою від інших північних видів Aotus із сірою шиєю; також його волосся коротше. Інші відмінні риси пов'язані з його черепом, який має широку мозкову оболонку, вдавлену міжочноямкову область і великі моляри. 
Як і інші нічні мавпи, панамська нічна мавпа має великі очі, що відповідає її нічному способу життя. Але на відміну від багатьох видів нічних тварин, його очі не мають тапетуму, який дозволяє відбивати світло. Також, як і інші нічні мавпи, вона має короткий хвіст відносно розміру тіла.
Панамська нічна мавпа веде нічний спосіб життя.  Вона та інші представники роду Aotus є єдиними нічними мавпами. Вона зустрічається в кількох типах лісу, включаючи вторинні ліси та кавові плантації. Живе невеликими групами від двох до шести мавп, що складаються з дорослої пари, одного немовляти та кількох підлітків. Групи є територіальними.
Панамська нічна мавпа зазвичай пересувається на чотирьох лапах, хоча вона вміє стрибати та бігати, коли це необхідно. Харчується різноманітною їжею. В одному дослідженні на острові Барро-Колорадо в Панамі було виявлено, що раціон примата складається на 65% з фруктів, 30% з листя і 5% з комах.
Як і інші нічні мавпи, панамська нічна мавпа є однією з небагатьох моногамних мавп. У моногамної пари зазвичай народжується одне немовля раз на рік, хоча іноді трапляються двійні.  Період вагітності триває близько 133 днів. Батько носить немовля з одно-дводенного віку, передаючи його матері на вигодовування.